# جان کارلوس آرکی
جان کارلوس آرکی (انگلیسی: Juan Carlos Arce؛ زادهٔ ۱۰ آوریل ۱۹۸۵) بازیکن فوتبال اهل بولیوی است.
از باشگاه‌هایی که در آن بازی کرده‌است می‌توان به باشگاه فوتبال سئونگنام، باشگاه فوتبال کورینتیانس، باشگاه ورزشی العربی قطر، و باشگاه فوتبال احمد گروزنی اشاره کرد.
وی همچنین در تیم ملی فوتبال بولیوی بازی کرده‌است.